# 大江戶火箭
《大江戶火箭》（日语：大江戸ロケット）是由劇団☆新感線演出的舞臺劇作品。
2007年4月由水島精二和劇本家會川升改編成電視動畫，負責角色設定的是畫家吉松孝博。2008年1月在香港有線電視播映，全26集。

## 故事情節
1842年（天保十三年）的初夏，因天保改革的影響華麗奢侈品成了江戶的確的稀缺資源。煙花手玉屋清吉過著逃避生活。某天，神祕美少女天空，請求清吉將煙花發射到月亮上。但因為多種因素，往往失敗。

## 登場人物
演為演劇演員、聲為動畫配音。
玉屋清吉
演：石田壹成（大阪）、山崎裕太（東京）；聲：澤海陽子
主角。歷史上自江戶煙花名家鍵屋脫離另立門戶的煙花師。動畫中形象改為15歲左右的少年。癡迷煙花的江戶在地人。不解風情之人。
天空
演：奧菜惠；聲：藤村知可
女主角，神祕美少女。住在清吉家，有天然呆的個性，請求清吉將火箭發射到月亮上。亦是清吉情人。
舞台劇中：真面目是由白獸變身成人類的外星人，可以在人類的姿態下在空中飛行。因為遭到身為犯人的藍獸給追趕，於是來到了地球，由於搭乘的太空船損毀所以無法回到月亮的另一側與同伴們重逢。
駿平
聲：釘宮理惠
算學狂，清吉的弟弟
銀次郎
演：古田新太；聲：山寺宏一
與清吉為主角的另一位登場人物，身分為黑衣組之肚臍大人，有任何開鎖的能力。
曾在因大鹽之亂之後疲累的厭惡逃亡生活而意圖自殺的瞬間，看到清吉放的煙火後決定洗心革面，然後為清吉的煙火製作其設備。
新佐
機關手
六兵衛
瓦手
六兵衛的妻子
無人知道她的名字。
三太
木工
源蔵
一個無存在感的人，但在算術方面十分了得
鐵十
煙花手
赤井西之介
聲：川島得愛
便衣巡警
動畫版中，被藍獸給誘惑犯下包含連續殺人在內的各種罪行，在藍獸變身成女性且自爆後除了尋找下落不明的分裂體外、同時在黑衣組面前演一場戲把野外以眼睛化身成的怪獸給引出來，然後以獨自一人擊退某東西收拾殘局。然而在分裂體倒下之際為了要從野外隱居的地方借來的藥物給丟入池塘，因此被數不清的分裂出來的怪獸給襲擊且殺害。
天天
天鳳
隱士
天外妖獸

## 電視動畫

### 製作團隊
- 原作 - 中島一基
- 原作舞台 - 劇団☆新感線
- 一座頭取（監督） - 水島精二
- 一座副頭取（監督助手） - 長崎健司
- 戲作頭取（系列構成） - 會川昇
- 繪師頭取（人物設計） - 吉松孝博
- 要繪師（主要動畫） - 稲留和美、櫻井邦彦、西澤千恵
- 世界定（時代設定） - 近藤ゆたか、森山洋
- 機巧創案（機械設計） - 荒牧伸志
- 道具定（道具設計） - 寺尾洋之
- 客演繪師（副人物設計） - みなもと太郎、内藤泰弘、椎名高志、阿部川キネコ、滝沢のぼる、竹田団吾
- 百景頭取（美術監督） - 東潤一、櫻井純子
- 色氣定（色彩設計） - 岩井田洋
- 写映頭取（攝影監督） - 森下成一、斉藤仁
- 尺定（映像編輯） - 木村佳史子
- 音声頭取（音響監督） - 三間雅文
- 音曲（音樂） - 本間勇輔
- 製作人 - 村山崇、二方由紀子、佐藤誠、細川修
- 一座差配（動畫製作人） - 諸澤昌男、小林弘靖
- 座元（動畫製作） - MADHOUSE
- 製作 - 大江戶火箭製作委員會（Index Corporation、MADHOUSE、UNIVERSAL PICTURES（JAPAN）INC.、博報堂DY Media Partners）

### 主題曲
片頭曲
《江戶流星IV》（お江戸流れ星IV）（第2話 - 第25話）
歌 - PUFFY / 作詞 - ピエール瀧 / 作曲・編曲 - Anders Hellgren,David Myhr
- 第1話、第26話沒有OP、ED。

片尾曲
《江戶流星IV》（お江戸流れ星IV）（第1話、第26話）
歌 - PUFFY / 作詞 - ピエール瀧 / 作曲・Anders Hellgren,David Myhr
《100miles〜追趕彩虹》（100miles〜虹を追いかけて）（第2話 - 第13話）
歌・編曲 - サンタラ / 作詞・作曲 - 田村キョウコ&砂田和俊
《I Got Rhythm》（第14話 - 第22話、第24話、第25話）
歌 - ナチュラル ハイ / 作詞・作曲・編曲 - 大嶽香子
- 以喬治·蓋希文的同名作品引用為標題的曲子。
- 第23話沒有ED

### 各話列表
| 話數 | 頭文字 | 標題 | 翻譯                   | 脚本       | 分鏡                                | 演出            | 作画監督 |
| ---- | ------ | ---- | ---------------------- | ---------- | ----------------------------------- | --------------- | --- |
| 1    | お     |      | 於大江戶綻放的紅色煙火 | 會川昇     | 水島精二                            | 安田賢司        | 吉松孝博 |
| 2    | お     |      | 男生在等候了           | 會川昇     | 中津環                              | 中津環          | 西澤千恵 |
| 3    | え     |      | 被緣分給束縛的銀狐     | 會川昇     | 水島精二                            | 水島精二 中津環 | 斉藤英子 |
| 4    | ど     |      | 心跳加速無用           | 會川昇     | 安田賢司                            | 神保昌登        | Kim Geum-soo                                                                                                |
| 5    | ろ     |      | 理論                   | 小出克彦   | 角田一樹                            | 角田一樹        | 武本大介 |
| 6    | けっ   |      | 決鬥大初戀             | 會川昇     | 小寺勝之                            | 中村近世        | 武内啓 |
| 7    | と     |      | 剪不斷理還亂的女孩     | 大和屋暁   | 大槻敦史                            | 鈴木孝聡        | 青木美穂 |
| 8    | こ     |      | 無論戀愛或殺人都要做   | 會川昇     | 増井壮一                            | 上田茂          | 櫻井邦彦 |
| 9    | れ     |      | 以戀愛決勝負           | 小出克彦   | 芦野芳晴                            | 名取孝浩        | Jang Min-ho                                                                                                 |
| 10   | か     |      | 怪異貓變身             | 大和屋暁   | 笹木信作                            | 石川敏浩        | 斉藤英子、細居美恵子 阿部純子、稲留和美                                                                     |
| 11   | ら     |      |                        | 會川昇     | 山本裕介                            | 鈴木孝聡        | 青木美穂、Park Hei-won                                                                                      |
| 12   | も     |      | 如果討厭煩惱的話       | 大和屋暁   | 中津環                              | 木村延景        | Kim Dea-hun                                                                                                 |
| 13   | あ     |      | 你，對他怎麼看的       | 小出克彦   | 角田一樹                            | 角田一樹        | Jang Min-ho、稲留和美 川口博史、菊池愛                                                                      |
| 14   | い     |      | 神來一筆，看見明天     | 會川昇     | 長崎健司                            | 長崎健司        | 西澤千恵、阿部純子                                                                                          |
| 15   | と     |      | 驟然！正月的空中大爆炸 | 會川昇     | 木村真一郎                          | 石川敏浩        | 稲留和美、細居美恵子 Choi Jong-ki                                                                           |
| 16   | あ     |      | 我就是他啊！           | 會川昇     | 増井壮一                            | 上田茂          | 斉藤英子、櫻井邦彦 稲留和美、西澤千恵 阿部純子                                                              |
| 17   | れ     |      | 黎明的殺人季節         | 會川昇     | 増井壮一、長崎健司 中津環           | 山岡実          | はがひとし、稲留和美 川口博史、細居美恵子                                                                   |
| 18   | あ     |      | 對手是神君的隱藏之處   | 會川昇     | 水野清一 角田一樹                   | 中津環          | Kwon Young-sang Kim Bo-kyeong 稲留和美、斉藤英子                                                            |
| 19   | と     |      | 土地發狂之時           | 近藤ゆたか | 島津入道                            | 青柳宏宣        | Ji Yang-ho Kim Sung-ill、Kim Bo-kyeong 青木美穂、細居美恵子 川口博史、稲留和美 ふくだのりゆき、神谷智大     |
| 20   | なん   |      | 難以伺候的微笑女       | 會川昇     | 芦野芳晴 角田一樹                   | 角田一樹        | 西澤千恵、阿部純子 斉藤英子、小林明美 川口博史、稲留和美 今村大樹                                           |
| 21   | だっ   |      | 不能再脫線了           | 川崎裕之   | 長崎健司                            | 川畑喬          | 山本道隆、川口博史 細居美恵子、青木美穂 神谷智大                                                            |
| 22   | たっ   |      | 不過是南柯一夢         | 川崎裕之   | 増井壮一                            | 木村延景        | Ji Yang-ho、Shin Hyung-aik Kim Dae-hoon、Choi Jong-gi 細居美恵子、川口博史                                  |
| 23   | け     |      | 請用劍舞來代替煙火     | 中島一基   | 笹木信作                            | 横山淳一        | Kuan Young-sang Lee Hey-lin Jo Hyon                                                                         |
| 24   | ま     |      | 快上去○○！             | 會川昇     | 増井壮一                            | 角田一樹        | 西澤千恵、阿部純子 Choi Jong-gi Kim Kang-won                                                                |
| 25   | た     |      | 匠師在月亮下哭泣       | 會川昇     | 長崎健司                            | 長崎健司        | 稲留和美 |
| 26   | な     |      | 非常辛苦的升空         | 會川昇     | 中津環、角田一樹 長崎健司、水島精二 | 中津環          | 川口博史、斉藤英子 細居美恵子、北尾勝 高岡淳一、ふくだのりゆき 西澤千恵、阿部純子 小林明美、稲留和美 森山洋 |

※每一回的頭文字組合後即為「（大江戶火箭，從今以後充滿著愛！以後想要做甚麼就再見了！）」

### 播放電視台
| 播放地區   | 播放電視台  | 播放日期                      | 播放時間             | 聯播網         | 備註             |
| ---------- | ----------- | ----------------------------- | -------------------- | -------------- | ---------------- |
| 埼玉縣     | 埼玉電視台  | 2007年4月3日 - 9月25日        | 星期二 26:00 - 26:30 | 独立UHF局      |                  |
| 東京都     | TOKYO MX    | 2007年4月4日 - 9月26日        | 星期三 23:30 - 24:00 | 独立UHF局      |                  |
| 千葉縣     | 千葉電視台  | 2007年4月7日 - 9月29日        | 星期六 26:05 - 26:35 | 独立UHF局      |                  |
| 福岡縣     | RKB毎日放送 | 2007年4月8日 - 9月30日        | 星期日 26:13 - 26:43 | TBS系列        |                  |
| 北海道     | 北海道放送  | 2007年4月9日 - 10月1日        | 星期一 26:25 - 26:55 | TBS系列        |                  |
| 愛知縣     | 愛知電視台  | 2007年4月13日 - 10月5日       | 星期五 25:58 - 26:28 | 東京電視台系列 |                  |
| 近畿廣域圈 | 毎日放送    | 2007年5月19日 - 11月17日      | 星期六 26:25 - 26:55 | TBS系列        | Anime Shower頻道 |
| 日本全域   | AT-X        | 2008年9月29日 - 2009年3月23日 | 星期一 10:00 - 10:30 | CS放送         | 有重播           |
| 日本全域   | 迪士尼XD    | 2009年10月25日 -              | 星期日 16:30 - 17:00 | CS放送         | 有重播           |

## 漫畫版
原作：中島一基、漫画：浜名海〈Afternoon KC〉、全3卷
| 冊數 | 講談社         | 講談社                 |
| 冊數 | 發售日期       | ISBN                   |
| ---- | -------------- | ---------------------- |
| 1    | 2007年10月23日 | ISBN 978-4-06-314475-8 |
| 2    | 2008年7月23日  | ISBN 978-4-06-314517-5 |
| 3    | 2009年10月23日 | ISBN 978-4-06-310602-2 |

## 外部連結
- 日本官方網站